# Automoliini
Automoliini is een tribus uit de familie van bladsprietkevers (Scarabaeidae). 

## Taxonomie
De volgende geslachten zijn bij de tribus ingedeeld:
- Aplopsis Blanchard, 1850
- Automolius Britton, 1978
- Brittonius Özdikmen & Demir, 2008
  - = Bryantella Britton, 1978
- Maechidius MacLeay, 1819
- Phyllochlaenia Blanchard, 1846